# Grand Prix de triathlon 2022
Navigation
Grand Prix de triathlon 2021 Grand Prix de triathlon 2023
Le Grand Prix de triathlon 2022 est composée de cinq courses organisées par la Fédération française de triathlon (FFTRI). Chaque course est disputée au format « sprint » soit 750 m de natation, 20 km de cyclisme et 5 km de course à pied. 
Le Grand Prix de triathlon 2022 se déroule du 14 mai au 10 septembre 2022.

## Calendrier
| Étapes   | Date              | Villes              |
| -------- | ----------------- | ------------------- |
| 1° étape | 14 mai 2022       | Fréjus              |
| 2° étape | 19 juin 2022      | Dunkerque           |
| 3° étape | 2 juillet 2022    | Metz                |
| 4° étape | 3 septembre 2022  | Quiberon            |
| 5° étape | 10 septembre 2022 | Saint-Jean-de-Monts |

## Équipes engagées
Les clubs peuvent présenter des équipes masculines ou féminines selon leurs effectifs.

### Hommes
- Poissy Triathlon
- Triathlon Club Liévin
- Les Sables Vendée Triathlon
- St-Jean-de-Monts-Vendée Triathlon
- Metz Triathlon
- Montluçon Triathlon
- Triathlon Toulouse Métropole
- Montpellier Triathlon
- Sainte Geneviève Triathlon
- Triathl'Aix
- Valence Triathlon
- Vitrolles Triathlon
- Chambéry Triathlon
- Evreux AC Triathlon
- Tri Val de Gray
- Versailles Triathlon
- Mont-Saint-Aignan Triathlon
- Vals du Dauphiné Olympic

### Femmes
- Poissy Triathlon
- Metz Triathlon
- Issy Triathlon
- Triathlon Club Liévin
- Vals du Dauphiné Olympic
- Tri Val de Gray
- T.C.G. 79 Parthenay
- Triathlon Club Châteauroux Métropole 36
- Groupe Triathlon Vesoul Haute-Saône
- Tri Saint Amand Dun 18
- Les Tritons Meldois
- Stade Poitevin Triathlon
- La Rochelle Triathlon
- Triathlon Toulouse Métropole
- Brive Limousin Triathlon
- Montpellier Triathlon
- Valence Triathlon
- Saint Avertin Sports Triathlon 37

## Résultats[1]

### Fréjus
| Position           | Hommes                      | Femmes              |
| ------------------ | --------------------------- | ------------------- |
| Médaille d'or      | Poissy Triathlon            | Poissy Triathlon    |
| Médaille d'argent  | Metz Triathlon              | Metz Triathlon      |
| Médaille de bronze | Les Sables Vendée Triathlon | Les Tritons Meldois |

### Dunkerque
| Position           | Hommes                | Femmes           |
| ------------------ | --------------------- | ---------------- |
| Médaille d'or      | Triathlon Club Liévin | Tri Val de Gray  |
| Médaille d'argent  | Metz Triathlon        | Poissy Triathlon |
| Médaille de bronze | Poissy Triathlon      | Metz Triathlon   |

### Metz
| Position           | Hommes                            | Femmes           |
| ------------------ | --------------------------------- | ---------------- |
| Médaille d'or      | Triathlon Club Liévin             | Poissy Triathlon |
| Médaille d'argent  | St-Jean-de-Monts-Vendée Triathlon | Metz Triathlon   |
| Médaille de bronze | Metz Triathlon                    | Issy Triathlon   |

### Quiberon
| Position           | Hommes                            | Femmes           |
| ------------------ | --------------------------------- | ---------------- |
| Médaille d'or      | Poissy Triathlon                  | Poissy Triathlon |
| Médaille d'argent  | St-Jean-de-Monts-Vendée Triathlon | Issy Triathlon   |
| Médaille de bronze | Les Sables Vendée Triathlon       | Tri Val de Gray  |

### Saint-Jean-de-Monts
| Position           | Hommes                            | Femmes                |
| ------------------ | --------------------------------- | --------------------- |
| Médaille d'or      | St-Jean-de-Monts-Vendée Triathlon | Tri Val de Gray       |
| Médaille d'argent  | Poissy Triathlon                  | Triathlon Club Liévin |
| Médaille de bronze | Triathlon Club Liévin             | Metz Triathlon        |

## Classement général final
| Position | Hommes                            | Hommes | Femmes                               | Femmes |
| Position | Équipes                           | Points | Équipes                              | Points |
| -------- | --------------------------------- | ------ | ------------------------------------ | ------ |
|          | Poissy Triathlon                  | 113,5  | Poissy Triathlon                     | 110    |
|          | Triathlon Club Liévin             | 103,5  | Tri Val de Gray                      | 99     |
|          | Les Sables Vendée Triathlon       | 95,5   | Metz Triathlon                       | 96     |
| 4e       | St Jean de Monts Vendée Triathlon | 94,5   | Issy Triathlon                       | 86,5   |
| 5e       | Metz Triathlon                    | 82,5   | Triathlon Club Lievin                | 82     |
| 6e       | Triathl'Aix                       | 77     | Stade Poitevin Triathlon             | 67     |
| 7e       | Triathlon Toulouse Métropole      | 72,5   | Brive Limousin Triathlon             | 64,5   |
| 8e       | Montluçon Triathlon               | 71,5   | Vals du Dauphiné Olympic             | 58     |
| 9e       | Montpellier Triathlon             | 68     | Les tritons Meldois                  | 56     |
| 10e      | Valence Triathlon                 | 66     | T.C.G. 79 Parthenay                  | 53,5   |
| 11e      | Mont-Saint-Aignan Triathlon       | 48,5   | Valence Triathlon                    | 52     |
| 12e      | Sainte Geneviève Triathlon        | 48     | Saint Avertin Sports Triathlon 37    | 48,5   |
| 13e      | Evreux AC Triathlon               | 45     | Groupe Triathlon Vesoul Haute-Saône  | 46     |
| 14e      | Vitrolles Triathlon               | 42,5   | Triathlon Toulouse Métropole         | 43,5   |
| 15e      | Tri Val de Gray                   | 40     | La Rochelle Triathlon                | 36,5   |
| 16e      | Issy Triathlon                    | 37,5   | Triathlon Club Châteauroux Métropole | 33     |
| 17e      | Vals du Dauphiné Olympic          | 33     | Monptellier Triathlon                | 29,5   |
| 18e      | Versailles Triathlon              | 26,5   | Tri Saint Amand Dun                  | 2      |
| 19e      | Chambéry Triathlon                | 16     |                                      |        |

## Résultats individuels[1]
La troisième épreuve se déroulant à Metz est disputée sur un format relais et donc exclusivement par équipes. 
| Hommes                                             | Fréjus | Dunkerque | Quiberon | Saint-Jean-de-Monts |
| -------------------------------------------------- | ------ | --------- | -------- | ------------------- |
| Jawad Abdelmoula (Poissy Triathlon)                | 1er    |           |          |                     |
| Nathan Guerbeur (Metz Triathlon)                   | 2e     |           |          |                     |
| Tom Richard (Poissy Triathlon)                     | 3e     |           |          |                     |
| Matthew Hauser (Triathlon Club Liévin)             |        | 1er       |          |                     |
| Hayden Wilde (Triathlon Club Liévin)               |        | 2e        |          |                     |
| Brandon Copeland (Triathlon Club Liévin)           |        | 3e        |          |                     |
| Jelle Geens (Triathlon Club Liévin)                |        |           | 1er      | 2e                  |
| Léo Bergère (Saint Jean-de-Monts Vendée Triathlon) |        |           | 2e       |                     |
| Pierre Le Corre (Les Sables Vendée Triathlon)      |        |           | 3e       |                     |
| Alex Yee (Valence Triathlon)                       |        |           |          | 1er                 |
| Mario Mola (Saint-Jean-de-Monts Vendée Triathlon)  |        |           |          | 3e                  |

| Femmes                                   | Fréjus | Dunkerque | Quiberon | Saint-Jean-de-Monts |
| ---------------------------------------- | ------ | --------- | -------- | ------------------- |
| Sandra Dodet (Poissy Triathlon)          | 1er    |           | 2e       |                     |
| Jeanne Lehair (Metz Triathlon)           | 2e     |           |          |                     |
| Julie Derron (Vals du Dauphiné Olympic)  | 3e     |           |          |                     |
| Emma Lombardi (Vals du Dauphiné Olympic) |        | 1er       | 3e       | 2e                  |
| Zsanett Bragmayer (Metz Triathlon)       |        | 2e        |          |                     |
| Mathilde Gaultier (Tri Val de Gray)      |        | 3e        |          | 3e                  |
| Alberte Kjaer Pedersen (Tri Val de Gray) |        |           | 1er      | 1er                 |